# Chélia
Chélia (în arabă شلية) este o comună din provincia Khenchela, Algeria.
Populația comunei este de 4.953 de locuitori (2008).